# Hermann Lindemann (Fußballspieler)
Hermann Lindemann ist ein ehemaliger deutscher Fußballspieler, der für den Spandauer SV und den FC Bayern München in der seinerzeit höchsten deutschen Spielklasse aktiv war.

## Karriere
Lindemann gehörte zur Saison 1939/40 dem Spandauer SV an, für den er in der Staffel B der Sportbereichsklasse Berlin-Brandenburg zum Einsatz kam. Für die Berliner kam er auch in dem neu geschaffenen nationalen Pokalwettbewerb, dem Tschammerpokal, zum Einsatz. So am 11. August 1940 in Hamburg beim 3:0-Sieg in der 1. Schlussrunde gegen den Eimsbütteler TV, in der er das Tor zum 1:0 in der 15. Minute erzielte. Am 11. August 1940 unterlag er jedoch mit seiner Mannschaft in der 2. Schlussrunde – trotz seiner zwei Tore – mit 3:5 gegen den VfB Königsberg.
Zur Saison 1940/41 wechselte er in die Sportbereichsklasse Bayern, in der er für den FC Bayern München fünf Spielzeiten absolvierte. Nachdem durch die kriegsbedingten Umstände die höchste Spielklasse auf zwei Gruppen aufgeteilt werden musste, erzielte er in der Saison 1942/43 der Gauliga Südbayern 18 Tore in 12 Ligaspielen, acht Tore in fünf Spielen der Gaumeisterschaft München-Oberbayern sowie 14 Tore in vier Spielen im Tschammerpokal auf regionaler Ebene. In der Saison 1943/44 kam er auf 16 Tore in 15 Spielen und beendete die Saison mit der Mannschaft als Südbayerischer Meister. Des Weiteren kam er am 22. August 1943 im Tschammerpokal zum Einsatz; schied jedoch mit seinen Mannschaftskameraden nach der 0:3-Niederlage beim BC Augsburg bereits in der 1. Schlussrunde aus dem Wettbewerb aus. Die südbayerische Meisterschaft war gleichbedeutend mit der Qualifikation zur Endrunde um die deutsche Meisterschaft 1944. Am 16. April 1944 schied er mit dem FC Bayern bereits im Erstrundenspiel beim VfR Mannheim mit 1:2 nach Verlängerung, die er mit seinem Tor zum Ausgleich in der 52. Minute ermöglicht hatte, aus dem Wettbewerb aus.
Sein letztes Spiel für den FC Bayern datiert vom 7. Januar 1945, als er zum 14:1-Sieg beim FC Hertha München ein Tor beisteuerte. In jener Saison, in der kriegsbedingt gar nicht mehr alle Spiele ausgetragen werden konnten, erreichte der FC Bayern München die Meisterschaft in der nur noch als Gauliga München-Oberbayern ausgetragenen Liga. Es war bayernweit die einzige Liga, in der noch ein Meister ermittelt werden konnte. Eine Endrunde um die deutsche Meisterschaft fand in jener Endphase des Kriegs gar nicht mehr statt. Über Lindemanns weiteren Weg und ob er die Endphase des Kriegs überhaupt überlebt hat, ist nichts bekannt.

## Erfolge
- Gauliga Südbayern 1944